# Sami Zayn
Rami Sebei, meglio conosciuto con il ring name Sami Zayn (Laval, 12 luglio 1984), è un wrestler canadese sotto contratto con la WWE.
In carriera ha detenuto quattro volte l'Intercontinental Championship, una volta il Raw Tag Team Championship e lo SmackDown Tag Team Championship (entrambi con Kevin Owens) e una volta l'NXT Championship. È conosciuto anche per il suo passato nel circuito indipendente nordamericano, dove lottava mascherato con il ring name El Generico.

## Carriera

### Pro Wrestling Guerrilla (2003–2013)
Generico si fa un nome prima in Canada e poi nel 2003 inizia ad apparire negli Stati Uniti. Debutta nella Pro Wrestling Guerrilla. Dopo aver vinto il PWG World Tag Team Championship una volta con Human Tornado, due volte con Kevin Steen, una volta con Quicksilver e una volta con Paul London, il 24 febbraio 2007, Generico sconfigge il suo ex tag team partner Human Tornado, vincendo il PWG World Championship. Un po' di tempo dopo, lui e Steen sconfissero PAC e Roderick Strong per le cinture di coppia e Generico diventa l'unico wrestler ad aver militato nella Pro Wrestling Guerrilla ad aver tenuto sia la cintura massima che quella di coppia allo stesso tempo.
Verso la metà del 2009, ha avuto una faida con Kenny Omega e Chuck Taylor contro i quali ha combattuto diversi match in coppia con Colt Cabana. El Generico e Steen interrompono anche la striscia di imbattibilità degli Young Bucks in un match non titolato. Quando però le cinture vengono messe in palio, Generico e Steen perdono. Successivamente, Cabana e Generico si alleano con Kenny Omega dopo averlo salvato dall'assalto di Brian Kendrick e degli Young Bucks.
Il 9 maggio 2010, Generico e Paul London partecipano al DDT4 8-team tag tournament. Nel primo round, sconfiggono Scott Lost e Chuck Taylor, nelle semifinali i Briscoe Brothers e in finale gli Young Bucks conquistando per la quinta volta le cinture di coppia.
El Generico si guadagna poi una shot al PWG World Championship ma viene sconfitto dal campione Claudio Castagnoli. Il 9 aprile 2011, Generico e Ricochet (che sostituiva un infortunato London) perdono i titoli di coppia contro gli Young Bucks. Ad agosto, El Generico vince la Battle of Los Angeles, sconfiggendo al primo turno Claudio Castagnoli, al secondo Willie Mack e, in finale, il suo rivale ed ex compagno di coppia, Kevin Steen. Dopo aver battuto Rocky Romero, Generico vince per la seconda volta il titolo della PWG, battendo Kevin Steen in un Ladder Match durante l'evento Steen Wolf, tenutosi il 22 ottobre 2011. A PWG FEAR, batte Dick Togo. Perde il titolo PWG il contro lo stesso Kevin Steen il 17 marzo.

### Ring of Honor (2005–2013)

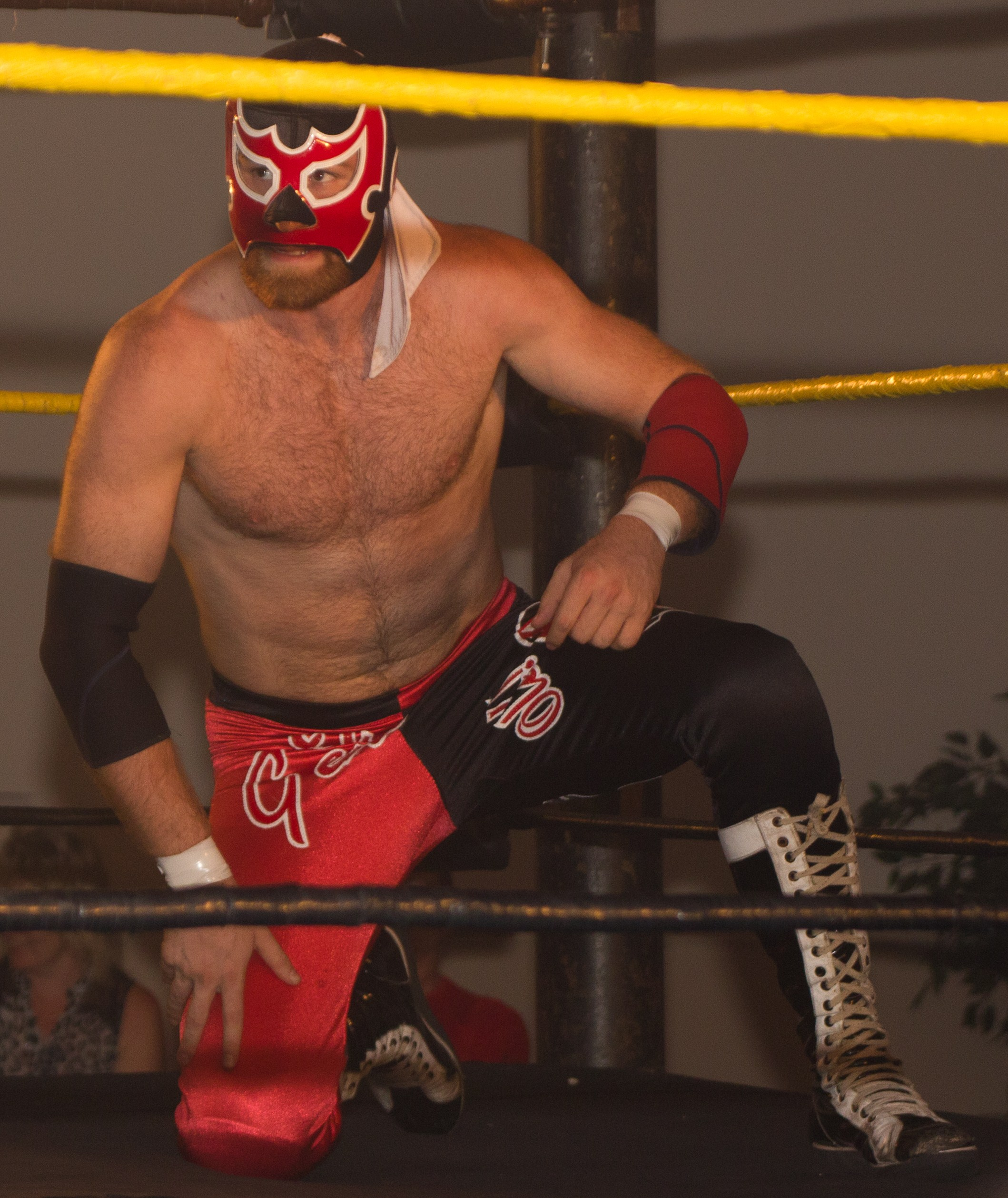
El Generico nel 2012

El Generico lotta il primo match per la Ring of Honor nel 2005. Fa squadra con Dunn e Marcos nel Trios Tournament 2005, ma i tre perdono contro i Rottweilers. A Stalemate, perde contro Roderick Strong e in seguito fa squadra con Sal Rinauro perdendo contro gli Embassy at New Frontiers. Dopo aver perso contro Austin Aries e contro Homicide a Dragon Gate Invasion, Generico lascia la federazione.
Generico ritorna nella ROH sul finire del 2006, perdendo contro Brent Albright. A Final Battle 2006, Generico perde un Four Corner Survival in favore di Jimmy Rave.
In questo periodo, Generico si distingue sia in coppia con Kevin Steen sia in singolo, partecipando al Race to the Top tournament 2007. Sconfigge Delirious, Chris Hero e Davey Richards per poi perdere in finale contro Antonio Cesaro. Generico affronta poi Nigel McGuinness per il ROH World Championship ma perde per sottomissione. Tuttavia, il 19 settembre 2008, Generico e Steen sconfiggono Tyler Black & Jimmy Jacobs vincendo i ROH World Tag Team Championship. A Glory by Hono VII, Generico perde un altro match contro Nigel McGuinness. Il 10 aprile 2009, Generico e Steen perdono i titoli di coppia contro Eddie Edwards e Davey Richards. Poco dopo, Generico si infortuna e sta qualche mese fuori dalle scene.
Il 19 dicembre 2009, a Final Battle 2009, dopo aver perso contro gli Young Bucks, Steen turna heel e attacca El Generico. Dopo ciò, Generico forma un altro team con Colt Cabana e inizia una faida con Kevin Steen e il suo nuovo partner Steve Corino. A The Big Bang!, Generico e Cabana sconfiggono Steen e Corino per squalifica dopo che Steen colpisce con una sedia il suo ex tag team partner. Il 19 giugno 2010, a Death Before Dishonor VIII, Steen sconfigge El Generico in un match singolo. L'11 settembre, a Glory By Honor IX, Generico e Cabana sconfiggono Steen e Corino in un Double Chain match quando Cabana costringe Corino a cedere. Dopo il match Steen attacca Generico e gli toglie la maschera. A Final Battle 2010, El Generico e Steen si affrontano mettendo in palio la maschera di uno e la carriera nella ROH dell'altro. El Generico vince e Steen è costretto ad abbandonare la Ring of Honor. Il 2 marzo 2011, El Generico rinnova il contratto con la federazione di Philadelphia. Il 1º aprile 2011, Generico viene sconfitto da Michael Elgin per interferenza di un uomo mascherato. Il giorno dopo, El Generico sconfigge un altro membro della House of the Truth, Roderick Strong. Ma viene attaccato da Elgin e Truth Martini. Cabana corre in suo aiuto ma non riesce a salvarlo. Poi arriva Christopher Daniels che colpisce El Generico con la sua mossa finale. a Best in the World 2011, Generico sconfigge Daniels e conquista il ROH World Television Championship. A ROH No Escape, sconfigge Roderick Strong in uno Steel Cage Match. Nei tapings ROH del 13 agosto, El Generico perde il Television Title contro Jay Lethal. Il 4 dicembre, a Northern Aggression, Benjamin vince un 8-man tag team match insieme a Charlie Haas, Eddie Edwards e Shelton Benjamin. contro la squadra formata dai Briscoe Brothers, Michael Elgin e Roderick Strong. A Final Battle 2011, fallisce l'assalto al ROH Television Title in un Triple Treath contro il campione Jay Lethal e Mike Bennett. A ROH Showdown in the Sun, il 30 marzo 2012, perde un Last Man Standing Match contro Kevin Steen. Il giorno dopo, perde contro Jimmy Jacobs. A Unity del 28 aprile, Generico, insieme a BJ Whitmer, sconfigge Jimmy Jacobs e Kevin Steen in un No DQ Tag Team Match.

### WWE (2013–presente)

#### NXT(2013–2016)

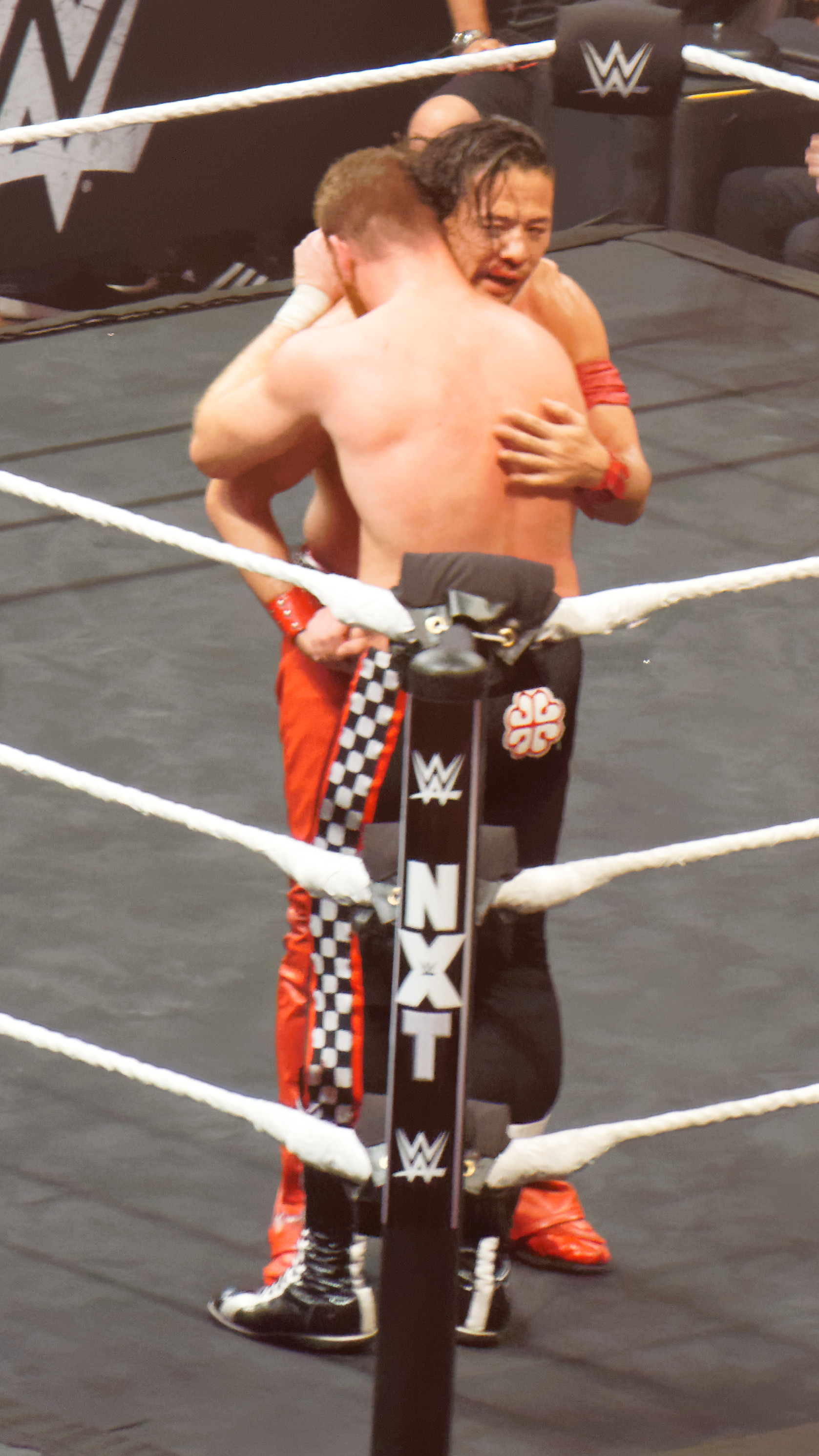
Sami Zayn abbraccia Shinsuke Nakamura al termine del loro incontro

Il 30 gennaio 2013 venne ufficializzata la firma di Sebei con la WWE. Qui adottò il ring name di Sami Zayn, e debuttò nell'edizione del 22 maggio di NXT, territorio di sviluppo della WWE, sconfiggendo prima Curt Hawkins e poi rispondendo alla sfida di Antonio Cesaro subito dopo, sconfiggendo anch'egli.. Ad NXT, nell'edizione del 17 luglio, perse un Triple Threat match per determinare il contendente nº1 all'NXT Championship di Bo Dallas che comprendeva anche Antonio Cesaro e Leo Kruger, con quest'ultimo che ottenne la vittoria. Dopo aver fallito l'assalto al titolo di NXT perdendo contro il campione Bo Dallas nella puntata del 16 ottobre, Zayn perse il suo status di contendente principale al titolo contro Adrian Neville. Dopo aver chiuso una breve faida con Leo Kruger, il 27 febbraio 2014, a NXT ArRival, Zayn trionfò su Antonio Cesaro. Nella puntata di NXT dell'8 maggio Zayn prese parte ad una Battle Royal per determinare il primo sfidante all'NXT Championship detenuto da Adrian Neville ma il match terminò in pareggio con Tyler Breeze e Tyson Kidd. Il 29 maggio, a NXT TakeOver, Zayn venne sconfitto da Tyler Breeze, fallendo nell'opportunità di diventare il contendente nº1 al titolo NXT.
L'11 settembre, a NXT TakeOver: Fatal 4-Way, Zayn prese parte ad un incontro valevole per l'NXT Championship che comprendeva anche il campione Adrian Neville, Tyler Breeze e Tyson Kidd ma il match venne vinto dal campione.. L'11 dicembre, a NXT TakeOver: R Evolution, Zayn sconfisse Neville in un Title vs. Career match conquistando l'NXT Championship per la prima volta. L'11 febbraio 2015, a NXT TakeOver: Rival, Zayn perse la cintura contro Kevin Owens dopo 62 giorni di regno per decisione dell'arbitro dopo essere rimasto incosciente. Dopo aver fallito l'assalto allo status di contendente nº1 al titolo NXT a causa di Samoa Joe, Zayn combatté il suo ultimo match ad NXT il 1º aprile 2016 ad NXT TakeOver: Dallas perdendo contro Shinsuke Nakamura.

#### Faida con Kevin Owens (2016–2017)
Nella puntata di Raw del 4 maggio 2015 Zayn accettò l'Open challenge di John Cena per lo United States Championship ma non riuscì a vincere. Dopo il match, venne riportato che Zayn aveva sofferto di un infortunio alla spalla. Il 24 gennaio a Royal Rumble, Zayn fece il suo ritorno prendendo parte al Royal Rumble match come il ventesimo partecipante, eliminando il suo ex migliore amico Kevin Owens prima di essere eliminato da Braun Strowman. A WrestleMania 32, Zayn partecipò al Ladder match valevole per l'Intercontinental Championship contro il campione Owens, Dolph Ziggler, The Miz, Sin Cara, Stardust e Zack Ryder, che venne vinto da quest'ultimo. A Extreme Rules del 22 maggio Zayn non riuscì a conquistare l'Intercontinental Championship in un Fatal 4-Way match che includeva anche Cesaro e Kevin Owens, poiché il campione The Miz mantenne la cintura. Nella puntata di Raw del 23 maggio sconfisse Sheamus qualificandosi per il Money in the Bank Ladder match dell'omonimo pay-per-view. Il 19 giugno, a Money in the Bank, Zayn prese parte all'omonimo incontro assieme a Alberto del Rio, Cesaro, Chris Jericho, Dean Ambrose e Kevin Owens ma il match venne vinto da Ambrose. Con la Draft Lottery avvenuta nella puntata di SmackDown del 19 luglio Zayn passò trasferito nel roster di Raw. Il 24 luglio, a Battleground, Zayn sconfisse Owens. Nella puntata di Raw del 25 luglio Zayn prese parte ad un Fatal 4-Way match contro Chris Jericho, Roman Reigns e Sheamus per determinare lo sfidante di Finn Bálor per quella stessa sera (il vincitore avrebbe affrontato Seth Rollins per l'assegnazione del nuovo Universal Championship a SummerSlam) ma fu Reigns ad aggiudicarsi la vittoria. Il 21 agosto, nel Kick-off di SummerSlam, Zayn e Neville sconfissero i Dudley Boyz. Nella puntata di Raw del 22 agosto Finn Bálor rese vacante l'Universal Championship vinto la sera prima a SummerSlam, e così venne indetto un Fatal 4-Way match per la successiva puntata di Raw del 28 agosto; Zayn affrontò Seth Rollins in un match di qualificazione a questo Fatal 4-Way ma, a causa di un infortunio al piede, venne sconfitto. Il 25 settembre, a Clash of Champions, Zayn venne sconfitto da Chris Jericho. Nella puntata di Raw del 31 ottobre Zayn partecipò ad una Battle Royal per determinare l'ultimo membro del Team Raw per Survivor Series ma venne eliminato per ultimo da Braun Strowman. Nella puntata di Raw del 7 novembre Zayn sconfisse Rusev conquistando dunque una title shot all'Intercontinental Championship di Dolph Ziggler che, pur essendo un membro di SmackDown, aveva lanciato una sfida per Survivor Series ad un atleta del roster di Raw. Il 20 novembre, a Survivor Series, Zayn affrontò The Miz per l'Intercontinental Championship (dato che questi aveva sconfitto il precedente campione Dolph Ziggler nella puntata speciale SmackDown del 15 novembre) ma venne sconfitto. Il 18 dicembre, a Roadblock: End of the Line, Zayn affrontò e sconfisse Braun Strowman per la fine del tempo limite (infatti il match aveva un tempo limite di dieci minuti). Nella puntata di Raw del 2 gennaio 2017 Zayn venne però duramente sconfitto da Strowman in un Last Man Standing match. Il 29 gennaio a Royal Rumble, Zayn partecipò al Royal Rumble match dell'omonimo pay-per-view entrando col numero 8 ma venne eliminato da The Undertaker. Nella puntata di Raw del 6 febbraio Zayn affrontò Chris Jericho per lo United States Championship ma, a causa dell'intervento di Kevin Owens, venne sconfitto. Il 5 marzo, a Fastlane, Zayn venne sconfitto da Samoa Joe per KO tecnico. Nella puntata di Raw del 27 marzo Zayn sconfisse Kevin Owens in un No Disqualification match dove, qualora avesse perso, sarebbe stato licenziato. Il 2 aprile, nel Kick-off di WrestleMania 33, Zayn partecipò all'annuale André the Giant Memorial Battle Royal ma venne eliminato da Killian Dain.

#### Faida con Shane McMahon (2017–2018)
Con lo Shake-up dell'11 aprile Zayn passò al roster di SmackDown; quella stessa sera Zayn partecipò ad un Triple Threat match che includeva anche AJ Styles e Baron Corbin per determinare il contendente nº1 allo United States Championship di Kevin Owens ma il match venne vinto da Styles. Nella puntata di SmackDown del 18 aprile Zayn prese parte ad una Six-Pack Challenge che includeva anche Dolph Ziggler, Erick Rowan, Jinder Mahal, Mojo Rawley e Luke Harper per determinare il contendente nº1 al WWE Championship di Randy Orton ma il match venne vinto da Mahal. Il 21 maggio, a Backlash, Zayn venne sconfitto Baron Corbin. Il 18 giugno, a Money in the Bank, Zayn partecipò all'omonimo Ladder match assieme a AJ Styles, Baron Corbin, Dolph Ziggler, Kevin Owens e Shinsuke Nakamura ma il match venne vinto da Corbin. Nella puntata di SmackDown del 4 luglio Zayn partecipò all'Indipendence Day Battle Royal per determinare il contendente nº1 allo United States Championship di Kevin Owens ma venne eliminato per ultimo da AJ Styles. Il 23 luglio, a Battleground, Zayn sconfisse Mike Kanellis. L'8 ottobre, a Hell in a Cell, Zayn intervenne nel Falls Count Anywhere Hell in a Cell match tra Shane McMahon e Kevin Owens per aiutare quest'ultimo, favorendo così la sua vittoria finale ed effettuando un turn heel per la prima volta in carriera. Nella puntata di SmackDown del 24 ottobre Zayn venne sconfitto da Randy Orton in un match con in palio la possibilità di entrare nel Team SmackDown per Survivor Series. Il 19 novembre, nel Kick-off di Survivor Series, Zayn e Owens sconfissero i Breezango. Il 17 dicembre, a Clash of Champions, Zayn e Owens sconfissero Randy Orton e Shinsuke Nakamura in un match arbitrato dal General Manager di SmackDown Daniel Bryan e il Commissioner Shane McMahon (se Owens e Zayn avessero perso avrebbero dovuto lasciare la WWE). Il 28 gennaio a Royal Rumble, Zayn e Owens affrontarono AJ Styles per il WWE Championship in un 2-on-1 Handicap match ma vennero sconfitti; in seguito, durante il Royal Rumble match, Zayn prese il posto di Tye Dillinger (dopo averlo attaccato nel backstage assieme a Owens) entrando col numero 10 ma venne eliminato da Shinsuke Nakamura. Nella puntata di SmackDown del 6 febbraio il match tra Zayn e Owens per determinare chi avrebbe sfidato AJ Styles per il WWE Championship a Fastlane terminò in no-contest. Nella puntata di SmackDown del 13 febbraio Zayn è stato sconfitto da Dolph Ziggler. L'11 marzo, a Fastlane, Zayn partecipò ad una Six-pack Challenge per il WWE Championship che comprendeva anche AJ Styles, Baron Corbin, Dolph Ziggler, John Cena e Kevin Owens ma il match venne vinto da Styles. Nella puntata di SmackDown del 20 marzo sia Zayn che Owens vennero licenziati da Daniel Bryan per aver attaccato Shane McMahon nella precedente puntata del 13 marzo (kayfabe); per questo motivo, i due attaccarono poi brutalmente Bryan. L'8 aprile, a WrestleMania 34, Zayn e Owens vennero sconfitti da Daniel Bryan e Shane McMahon e, come da stipulazione, vennero licenziati definitivamente da SmackDown (kayfabe).

#### Varie faide e infortunio (2018–2019)
Nella puntata di Raw del 9 aprile Zayn e Kevin Owens si affrontarono per poter ottenere un posto nello show ma il match terminò in pareggio. Con lo Shake-up del 16 aprile Zayn venne riassunto e passò al roster di Raw. Il 6 maggio, a Backlash, Zayn e Owens vennero sconfitti da Bobby Lashley e Braun Strowman. Nella puntata di Raw del 7 maggio Zayn partecipò ad un Triple Threat match di qualificazione al Money in the Bank Ladder match che includeva anche Finn Bálor e Roman Reigns ma il match venne vinto da Bálor. Il 17 giugno, a Money in the Bank, Zayn venne sconfitto da Lashley. In seguito, Zayn riportò un infortunio ad entrambe le spalle che lo costrinse ad uno stop durato circa dieci mesi. Zayn tornò nella puntata di Raw dell'8 aprile 2019, la sera dopo WrestleMania 35, venendo sconfitto da Finn Bálor in un match valevole per l'Intercontinental Championship; al termine dell'incontro Zayn, criticò aspramente il pubblico presente all'arena, confermando il suo allineamento da heel. Successivamente, Zayn apparve anche a SmackDown, e nella puntata del 7 maggio affrontò AJ Styles e Kofi Kingston in un Triple Threat match per il WWE Championship di Kingston ma il match venne vinto da quest'ultimo. Nella puntata di Raw del 13 maggio Zayn, aiutato da Baron Corbin e Drew McIntyre, sconfisse Braun Strowman in un Falls Count Anywhere match, prendendo il suo posto nel Money in the Bank Ladder match dell'omonimo pay-per-view. Il 19 maggio, a Money in the Bank, Zayn venne brutalmente attaccato da Strowman, risultando impossibilitato a partecipare al Money in the Bank Ladder match e lasciando vacante il suo posto (occupato poi inaspettatamente da Brock Lesnar che vinse la contesa). Il 23 giugno, a Stomping Grounds, Zayn e Owens sconfissero Big E e Xavier Woods del New Day. Nella puntata di Raw del 15 luglio Zayn prese parte ad una 10-man Battle Royal per determinare lo sfidante di Brock Lesnar per l'Universal Championship ma venne eliminato da Randy Orton. Nella puntata speciale Raw Reunion del 22 luglio Zayn venne sconfitto da Rey Mysterio. Nella puntata di Raw del 29 luglio Zayn partecipò ad un Gauntlet match per determinare il contendente nº1 allo United States Championship di AJ Styles ma venne eliminato istantaneamente da Rey Mysterio. Nella puntata di Raw del 19 agosto Zayn venne sconfitto da Cedric Alexander nel secondo ottavo di finale del torneo del King of the Ring.

#### The Artist Collective (2019–2020)
Nel settembre del 2019, Zayn consolidò la sua posizione a SmackDown alleandosi con l'Intercontinental Champion Shinsuke Nakamura, facendogli da manager, venendo ufficialmente spostato in tale roster il 14 ottobre 2019. In seguito, anche Cesaro si unì a Zayn e Nakamura nell'Artist Collective. L'8 marzo, a Elimination Chamber, Zayn sconfisse Braun Strowman in un 3-on-1 Handicap match, dove lo stesso Zayn fece coppia con Cesaro e Shinsuke Nakamura, vincendo l'Intercontinental Championship per la prima volta. Il 4 aprile, nella prima serata di WrestleMania 36, Zayn mantenne la cintura intercontinentale contro Daniel Bryan. Il 12 maggio Zayn venne privato della cintura dalla WWE dopo che risultò impossibilitato a spostarsi a causa della pandemia del COVID-19. Zayn tornò dopo una lunga assenza nella puntata di SmackDown del 28 agosto attaccando il nuovo Intercontinental Champion Jeff Hardy dopo che questi aveva difeso con successo il titolo in una Open challenge contro Shinsuke Nakamura; poco dopo, nel backstage, Zayn cercò di riunirsi con i suoi ex-amici Cesaro e lo stesso Nakamura ma venne respinto. Il 27 settembre, a Clash of Champions, Zayn conquistò l'Intercontinental Championship per la seconda volta in un Triple Threat Ladder match che comprendeva anche il campione Jeff Hardy e AJ Styles. Nella puntata di SmackDown del 2 ottobre Zayn difese con successo il titolo contro Jeff Hardy. Nella puntata di SmackDown del 13 novembre Zayn difese con successo il titolo contro Apollo Crews per count-out. Il 22 novembre, a Survivor Series, Zayn venne sconfitto dallo United States Champion Bobby Lashley. Il 20 dicembre, nel Kick-off di TLC: Tables, Ladders & Chairs, Zayn, Cesaro, King Corbin e Shinsuke Nakamura vennero sconfitti da Big E, Chad Gable, Daniel Bryan e Otis. Nella puntata di SmackDown del 22 dicembre (andata in onda il 25 dicembre 2020) Zayn perse il titolo contro Big E in un Lumberjack match dopo 86 giorni di regno.

#### Varie faide (2020–2022)
Nella puntata di SmackDown dell'8 gennaio Zayn partecipò ad un Gauntlet match per determinare il contendente nº1 all'Universal Championship ma venne eliminato quasi immediatamente da Rey Mysterio. Il 31 gennaio a Royal Rumble, Zayn partecipò all'omonimo incontro entrando col numero 3 ma venne eliminato da Big E. Nella puntata di SmackDown del 5 febbraio Zayn partecipò ad un Triple Threat match per l'Intercontinental Championship che comprendeva anche il campione Big E e Apollo Crews ma il match venne dal primo. Nella puntata di SmackDown del 12 febbraio Zayn e King Corbin sconfissero Dominik e Rey Mysterio, qualificandosi per l'Elimination Chamber match. Il 21 febbraio, a Elimination Chamber, Zayn partecipò all'Elimination Chamber match che comprendeva anche Cesaro, Daniel Bryan, Jey Uso, King Corbin e Kevin Owens per ottenere un match per l'Universal Championship la sera stessa ma venne eliminato da Owens. Nella puntata di SmackDown del 12 marzo Zayn affrontò Big E per l'Intercontinental Championship ma venne sconfitto. L'11 aprile, nella seconda serata di WrestleMania 37, Zayn venne sconfitto da Kevin Owens. Successivamente, nella puntata di SmackDown del 26 maggio, Zayn tentò di riconquistare la cintura intercontinentale in un Fatal 4-Way match contro il neo campione Apollo Crews, Big E e Kevin Owens ma il match venne vinto dal primo. Il 20 giugno, a Hell in a Cell, Zayn riuscì a trionfare su Owens nella rivincita di WrestleMania 37. Nella puntata di SmackDown del 2 luglio Zayn venne nuovamente sconfitto da Owens in un Last Man Standing match, fallendo nell'opportunità di conquistare un posto nel Money in the Bank Ladder match. Successivamente, Zayn ebbe una piccola faida con Dominik Mysterio, trionfando su di lui in tre occasioni a SmackDown dal 27 agosto al 17 settembre. Nella puntata di SmackDown dell'8 ottobre Zayn trionfò su Rey Mysterio nei quarti di finale del King of the Ring. Nella puntata di SmackDown del 15 ottobre Zayn venne sconfitto da Finn Bálor nella semifinale del torneo. Nella puntata di SmackDown del 12 novembre Zayn venne sconfitto da Jeff Hardy, perdendo il suo posto nel Team SmackDown per Survivor Series. Il 21 novembre, a Survivor Series, Zayn prese parte ad una Battle Royal dedicata a The Rock ma venne eliminato. La sera dopo, a Raw, Zayn fece un'apparizione per affrontare Damian Priest per lo United States Championship venendo tuttavia sconfitto. Nella puntata di SmackDown del 26 novembre Zayn vinse una Battle Royal eliminando per ultimo Jeff Hardy, diventando il contendente nº1 all'Universal Championship di Roman Reigns. La settimana dopo, a SmackDown, prima di affrontare Reigns, Zayn venne brutalmente attaccato da Brock Lesnar, il che poco dopo lo rese facile preda di Reigns, che lo sconfisse in pochi secondi mantenendo il titolo universale. Nella puntata di SmackDown del 24 dicembre Zayn vinse un Gauntlet match eliminando per ultimo Ricochet, diventando il contendente nº1 all'Intercontinental Championship di Shinsuke Nakamura. Il 29 gennaio a Royal Rumble, Zayn partecipò al match omonimo entrando col numero 8 ma venne eliminato da AJ Styles. Nella puntata di SmackDown dell'11 febbraio (andata in onda il 18 febbraio 2022) Zayn vinse per la terza volta l'Intercontinental Championship dopo aver sconfitto Shinsunke Nakamura. Nella puntata di SmackDown del 4 marzo Zayn perse il titolo contro Ricochet, a causa della distrazione di Johnny Knoxville, dopo 21 giorni di regno. Nella successiva puntata di SmackDown della settimana Zayn tentò di riconquistare la cintura intercontinentale contro Ricochet ma venne sconfitto. Il 3 aprile, nella seconda serata di WrestleMania 38, Zayn venne poi sconfitto da Johnny Knoxville in un Anything Goes match.

#### Storyline con la Bloodline e tag team champion (2022–2023)

Kevin Owens e Sami Zayn nel 2023 come Raw Tag Team Champions e SmackDown Tag Team Champions

Dopo aver perso contro Johnny Knoxville a WrestleMania 38 e dopo una piccola faida persa contro Drew McIntyre, cercò ripetutamente di accattivarsi le attenzioni della Bloodline, la stable formata da Roman Reigns e gli Usos, diventandone presto un "membro onorario" (almeno apparentemente), intervenendo spesso a supporto dei suoi nuovi alleati, con il beneficio proprio del campione universale nonostante l'antipatia di Jey Uso (cugino di Reigns). Il 19 agosto, a SmackDown, prese parte ad un Fatal 5-Way match che comprendeva anche Happy Corbin, Madcap Moss, Ricochet e Sheamus per determinare lo sfidante di Gunther per l'Intercontinental Championship a Clash at the Castle ma il match venne vinto da Sheamus. Il 18 novembre, a SmackDown, venne sconfitto da Butch nei quarti di finale del torneo per la SmackDown World Cup (con in palio un'opportunità titolata all'Intercontinental Championship di Gunther). Il 26 novembre, a Survivor Series WarGames, Zayn, Solo Sikoa, Reigns e gli Usos sconfissero Drew McIntyre, Kevin Owens e i Brawling Brutes in un WarGames match: l'intervento decisivo proprio di Zayn salvò Reigns dallo schienamento dell'amico/nemico Kevin Owens e servendo lo schienamento a Jey Uso. Nella puntata speciale Raw XXX del 23 gennaio prese il posto di Jey Uso nel match con Jimmy Uso contro Damian Priest e Dominik Mysterio per difendere il Raw Tag Team Championship degli Usos e i due riuscirono a prevalere mantenendo i titoli.
Il 28 gennaio a Royal Rumble, non intervenne durante il match per l'Undisputed WWE Universal Championship tra Reigns e Kevin Owens vinto dal primo; ad incontro concluso Owens venne brutalmente attaccato dalla Bloodline, ma quando Reigns ordinò a Zayn di attaccare Owens questi attaccò invece Reigns effettuando un turn face, venendo conseguenzialmente attaccato e sancendo la sua uscita dalla stable. Successivamente sfidò Reigns per l'Undisputed WWE Universal Championship ad Elimination Chamber il 18 febbraio dove, tuttavia, venne sconfitto. Il 1º aprile, nel main event della prima serata di WrestleMania 39, Zayn e Kevin Owens sconfissero gli Usos conquistando l'Undisputed WWE Tag Team Championship. Nel rematch di SmackDown del 28 aprile conservarono le cinture contro gli Usos.
Il 1º maggio 2023, per effetto del Draft, passò al roster di Raw.
Il 6 maggio, a Backlash, Zayn, Owens e Matt Riddle vennero sconfitti da Solo Sikoa e gli Usos. Il 27 maggio, a Night of Champions,  difesero i titoli contro Roman Reigns e Solo Sikoa grazie anche all'intervento degli Usos. Il 12 giugno, a Raw, Zayn e Owens conservarono i titoli contro Gunther e Ludwig Kaiser grazie anche all'intervento di Matt Riddle. Nella puntata di SmackDown del 30 giugno difesero le cinture unificate contro i Pretty Deadly. Nella puntata di Raw del 17 luglio conservarono le cinture di coppia contro Damian Priest e Dominik Mysterio. Persero i titoli il 2 settembre, a Payback, contro Damian Priest e Finn Bálor in uno steel city street fight dopo 154 giorni di regno. Il 25 settembre, a Raw, Owens e Zayn vennero sconfitti da Bálor e Priest nella rivincita di Payback grazie all'aiuto di JD McDonagh, non riuscendo a riconquistare i titoli. Nella puntata di Raw del 9 ottobre Owens e Zayn affrontarono Cody Rhodes e Jey Uso per il Raw Tag Team Championship e lo SmackDown Tag Team Championship ma persero.

#### Competizione singola e Intercontnental Champion (2023-presente)
Nella puntata di SmackDown del 13 ottobre venne annunciato dal nuovo general manager Nick Aldis il passaggio di Kevin Owens allo show blu, che si separò da Zayn. Dopo aver impedito a Damian Priest di incassare il Money in the Bank sul World Heavyweight Championship di Seth Rollins, quest'ultimo gli concesse un'opportunità titolata il 6 novembre, a Raw, ma nel main event dello show, il campione mantenne la cintura. Il 25 novembre, a Survivor Series WarGames, Zayn, Cody Rhodes, Jey Uso, Randy Orton e Seth Rollins sconfissero il Judgment Day e Drew McIntyre in un wargames match.
Il 27 gennaio a Royal Rumble, fece il suo ritorno partecipando all'omonimo incontro entrando col numero 30 ma venne eliminato da Drew McIntyre.
Nella puntata di Raw dell'11 marzo vinse un gauntlet match per determinare lo sfidante di Gunther per l'Intercontinental Championship a WrestleMania XL eliminando per ultimo Chad Gable. Il 6 aprile a WrestleMania XL, trionfò su Gunther vincendo il titolo per la quarta volta. Difese per la prima volta la cintura nella puntata di Raw del 15 aprile contro Chad Gable, ma dopo averlo battuto, quest'ultimo lo attaccò alle spalle effettuando un turn heel. Oltre a Gable, se la dovette vedere anche contro Bronson Reed in un triple threat match a King & Queen of the Ring dove riuscì a mantenere la cintura. La faida con Gable continuò, terminando a Clash at the Castle: Scotland dove riuscì a sconfiggerlo. Dopo questa faida, il suo nuovo sfidante fu Bron Breakker, ancora imbattuto nel main roster ma che riuscì a sconfiggere a Money in the Bank. La faida proseguì e nella puntata di Raw successiva all'evento, i due tennero un promo con Breakker che attaccò Zayn più e più volte nonostante l'intervento degli arbitri, dei dirigenti ed anche di Il'ja Dragunov, chiedendo una rivincita per il titolo. Più tardi nella puntata, Dragunov e Breakker si affrontarono ma l'incontro terminò in squalifica a causa di quest'utlimo che attaccò con una sedia lo sfidante, prima di venire aiutato da Zayn che però ebbe vita breve anche lui venendo nuovamente attaccato dallo sfidante. La settimana successiva, Breakker interferì nel match tra Dragunov e Zayn, mettendolo fuori gioco di nuovo. A SummerSlam affrontò nuovamente Breakker questa volta venendo sconfitto terminando il suo quarto regno dopo 119 giorni. Nella puntata di Raw del 12 agosto, non è riuscito a riconquistare la cintura contro Breakker in un two out of three falls match.
Dopo diversi rifiuti, nella puntata di Raw del 7 ottobre riesce ad ottenere un match per il World Heavyweight Championship di Gunther, ma ad uscirne vincitore è il campione.
A Survivor Series prese parte al WarGames match alleandosi di nuovo a Roman Reigns, Jimmy e Jey Uso, con CM Punk che si è unito al ultimo. Il gruppo è riuscito a sconfiggere la nuova Bloodline di Solo Sikoa. Nei primi mesi del 2025 intraprese delle brevi faide contro Drew McIntyre e Kevin Owens, perdendole entrambi. Dopo WrestleMania 41 Sami Zayn si scontrò con Seth Rollins e la sua nuova stable. A Saturday Night's Main Event XXXIX , in coppia con CM Punk venne sconfitto in un tag team match contro Rollins e Bron Breakker.
Nella puntata del 26 maggio di Raw Sami prende parte a un triple threat match per la qualificazione al Money in the Bank Ladder match dove viene sconfitto ancora una volta da Rollins. Zayn prese parte al King of the Ring passando il primo turno vincendo un fatal four-way match contro Dominik Mysterio, Bron Breakker e Penta.

## Personaggio

### Mosse finali
- Come El Generico

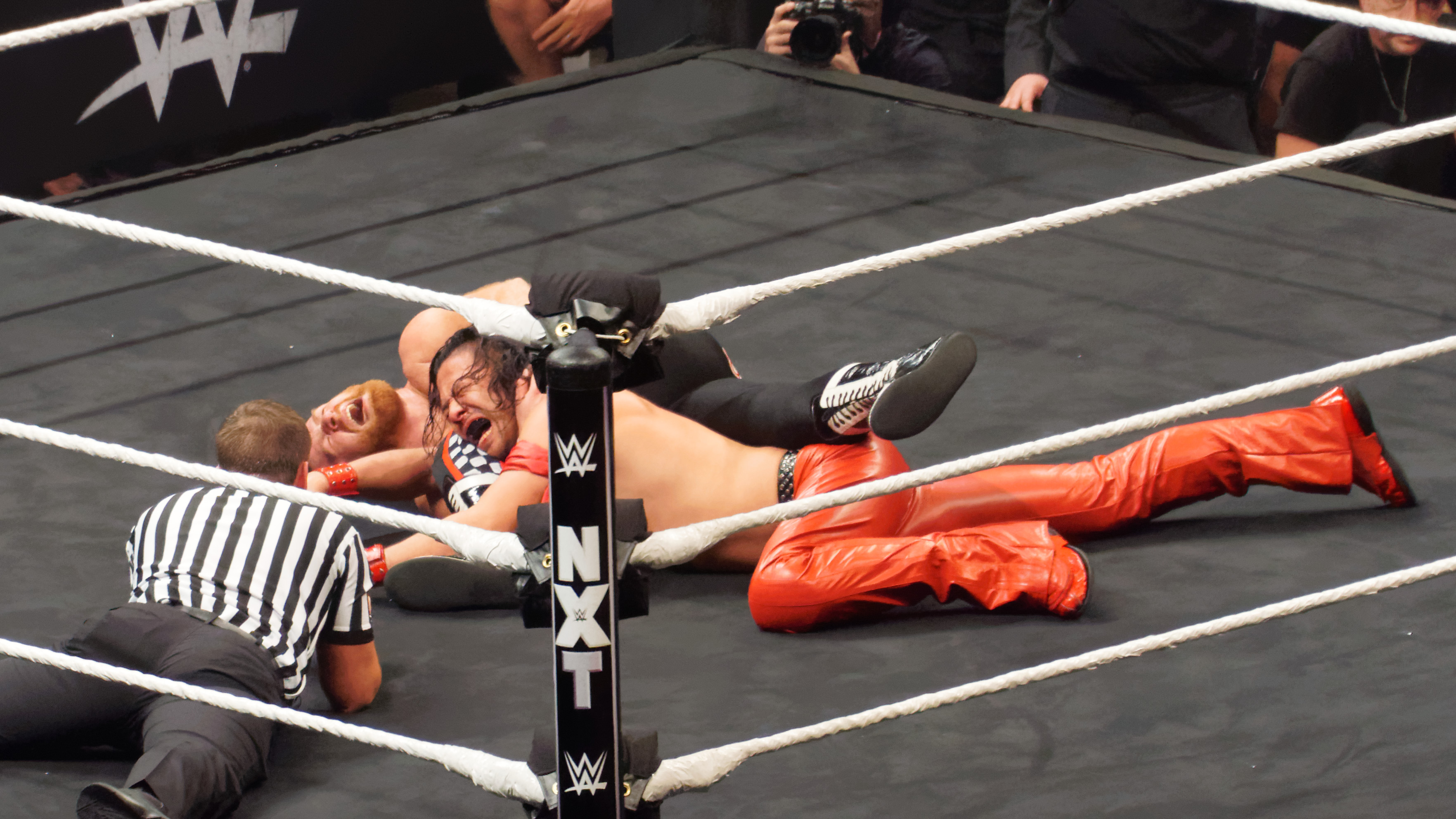
Sami Zayn mentre applica una Koji clutch su Shinsuke Nakamura

  - Brainbustah!!!!! (Super brainbuster)
  - Olé Kick (Running big boot su un avversario all'angolo)
- Come Sami Zayn
  - Helluva Kick (Running big boot su un avversario all'angolo)

### Soprannomi
- Come El Generico
  - "The Generic Luchador"
  - "The Pride of Tijuana"
- Come Sami Zayn
  - "The Champion of the People"
  - "The Great Liberator"
  - "The Guardian Angel"
  - "The Heart and Soul of NXT"
  - "The Honorary Uce"
  - "Paperboy"
  - "The Underdog from the Underground"

## Titoli e riconoscimenti
- Britannia Wrestling Promotion

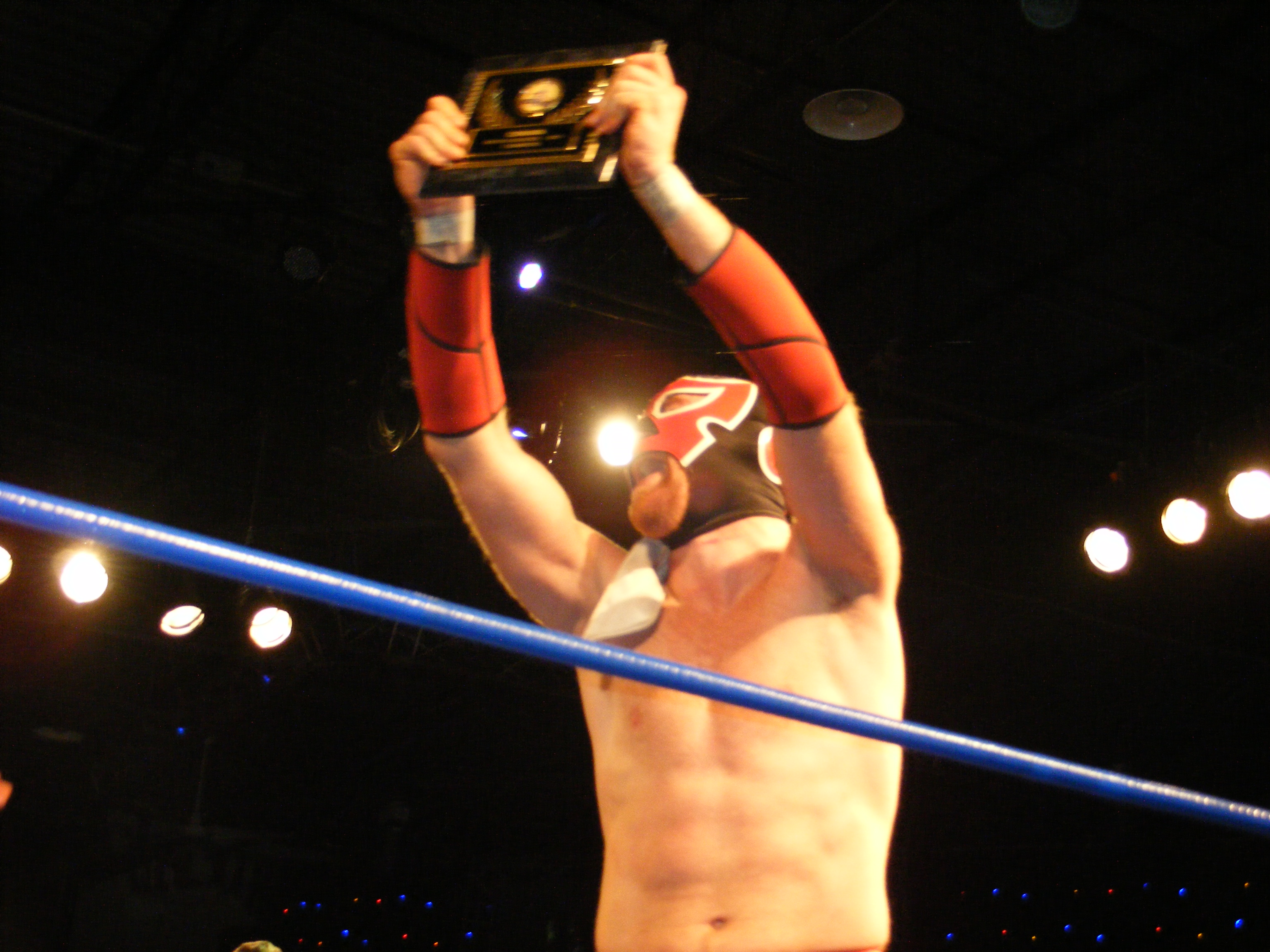
El Generico con il trofeo del Rey de Voladores vinto nel 2011

  - BWP World Catchweight Championship (1)
- Chikara Pro
  - Rey de Voladores (2011)
- Dramatic Dream Team
  - DDT Extreme Division Championship (1)
  - KO-D Openweight Championship (1)
- International Wrestling Syndicate
  - IWS Heavyweight Championship (2)
  - IWS Tag Team Championship (1) – con Twiggy
- North Shore Pro-Wrestling
  - NSPW Championship (1)[97]
- Pro Wrestling Guerrilla
  - PWG World Tag Team Championship (5)[98] – con Kevin Steen (2), Human Tornado (1), Paul London (1) e Quicksilver (1)
  - PWG World Championship (2)[99]
- Pro Wrestling Illustrated
  - 23º tra i 500 migliori wrestler singoli nella PWI 500 (2015)
  - 12º tra i 500 migliori wrestler singoli nella PWI 500 (2024)[100]
  - 3º tra i 100 migliori team di wrestler nella PWI Tag Team 100  (2023) - con Kevin Owens[101]
- Ring of Honor
  - ROH World Television Championship (1)
  - ROH World Tag Team Championship (1) – con Kevin Steen
- SHTLM Wrestling
  - SHTLM Wrestling Championship (1)
- Westside Xtreme Wrestling
  - wXw World Heavyweight Championship (1)
- WWE
  - WWE Intercontinental Championship (4)
  - NXT Championship (1)
  - WWE Raw Tag Team Championship (1) – con Kevin Owens
  - WWE SmackDown Tag Team Championship (1) – con Kevin Owens
  - Slammy Award (1)
    - NXT Superstar of the Year (edizione 2014)
- Wrestling Observer Newsletter
  - Feud of the Year (2010) - vs. Kevin Steen